# Chen Shwu-ju
Chen Shwu-ju (* 13. März 1971) ist eine ehemalige taiwanische Fußballspielerin.

## Karriere
Chen spielte im November 1991 für Ming Chuan in ihrer taiwanischen Heimat. Die Abwehrspielerin stand bei der Weltmeisterschaft 1991 im Kader der Nationalmannschaft, die das Viertelfinale erreichte, und kam auf vier Einsätze gegen Italien (0:5), Deutschland (0:3), Nigeria (2:0) und die Vereinigten Staaten (0:7).